# Hwang Su Il
Hwang Su-il (Tokio, Japón, 31 de julio de 1970)  es un exluchador y maestro de Taekwondo, actualmente es el presidente del Comité Técnico de la federación internacional de Taekwondo en Japón. También fue el "actor" de los movimientos del personaje Hwoarang del videojuego Tekken 3. 

## Origen y Carrera
Hwang Su-il nació el 31 de julio de 1970 en Japón, pero es de ascendencia coreana. Su carrera como profesional es destacable, en 1992 se convirtió en campeón mundial en la categoría de peso ligero del campeonato mundial de Taekwondo organizada por la ITF  y tan solo dos años más tarde, en la edición de 1994, consiguió la medalla de bronce estando en la categoría de peso medio. 
Posteriormente en el año 2000 conseguiría la medalla de oro en el campeonato asiático de Taekwondo. 
Después de su retiro conseguiría dos medallas de oro en el campeonato de veteranos de Taekwondo en 2010.
Actualmente es el entrenador y presidente de la federación japonesa de Taekwondo. 

## Palmarés
Como luchador, Hwang Il Sun consiguió:
- Ganar 7 veces el campeonato japonés de la ITF
- Actuaciones destacadas en el campeonato mundial de taekwondo, siendo 1 vez campeón y otra subcampeón.
- Ser el campeón del campeonato asiático de Taekwondo en la edición del año 2000.